# Heinrich Schmidtgal
Heinrich Schmidtgal, kaz. Генрих Шмидтгаль (ur. 20 listopada 1985 w Jesyku) – kazachski piłkarz niemieckiego pochodzenia, występujący na pozycji obrońcy.

## Kariera
Schmidtgal jest wychowankiem SC Verl. Do kadry pierwszego zespołu tego klubu dołączył w 2004 roku. W latach 2007−2009 występował w rezerwach VfL Bochum. W 2009 roku został piłkarzem Rot-Weiß Oberhausen. W rozgrywkach 2. Bundesligi zadebiutował 7 sierpnia 2009 roku w meczu z 1. FC Union Berlin (0:3). W 2011 roku odszedł do SpVgg Greuther Fürth. Następnie był zawodnikiem takich klubów jak Fortuna Düsseldorf i FSV Frankfurt.